# Světlá (Slaná)
Světlá je malá vesnice, část obce Slaná v okrese Semily. Nachází se dva kilometry západně od Slané. Světlá leží v katastrálním území Hořensko o výměře 2,32 km².

## Historie
První písemná zmínka o vesnici pochází z roku 1790.

## Další fotografie

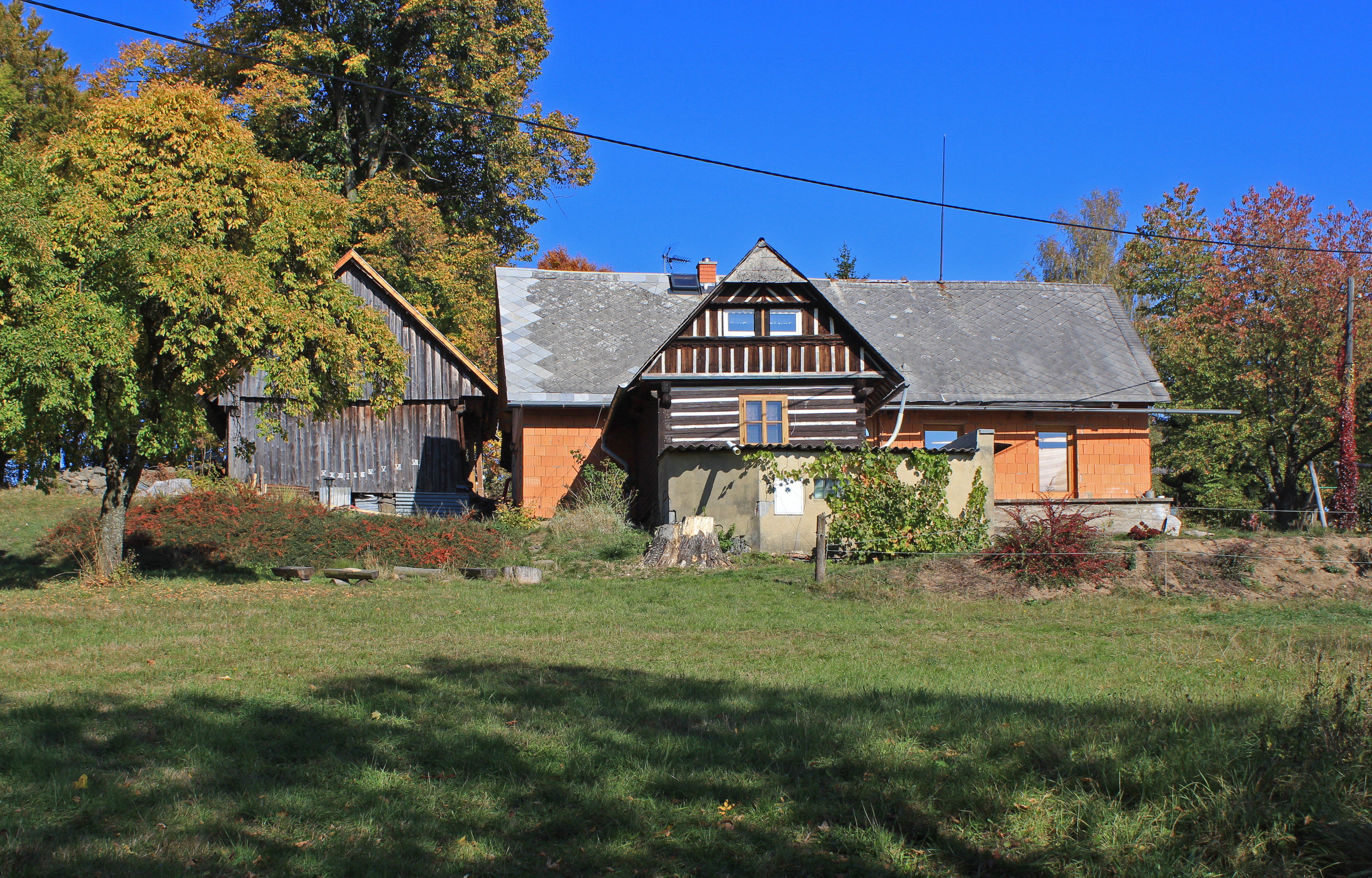
Dům čp. 1
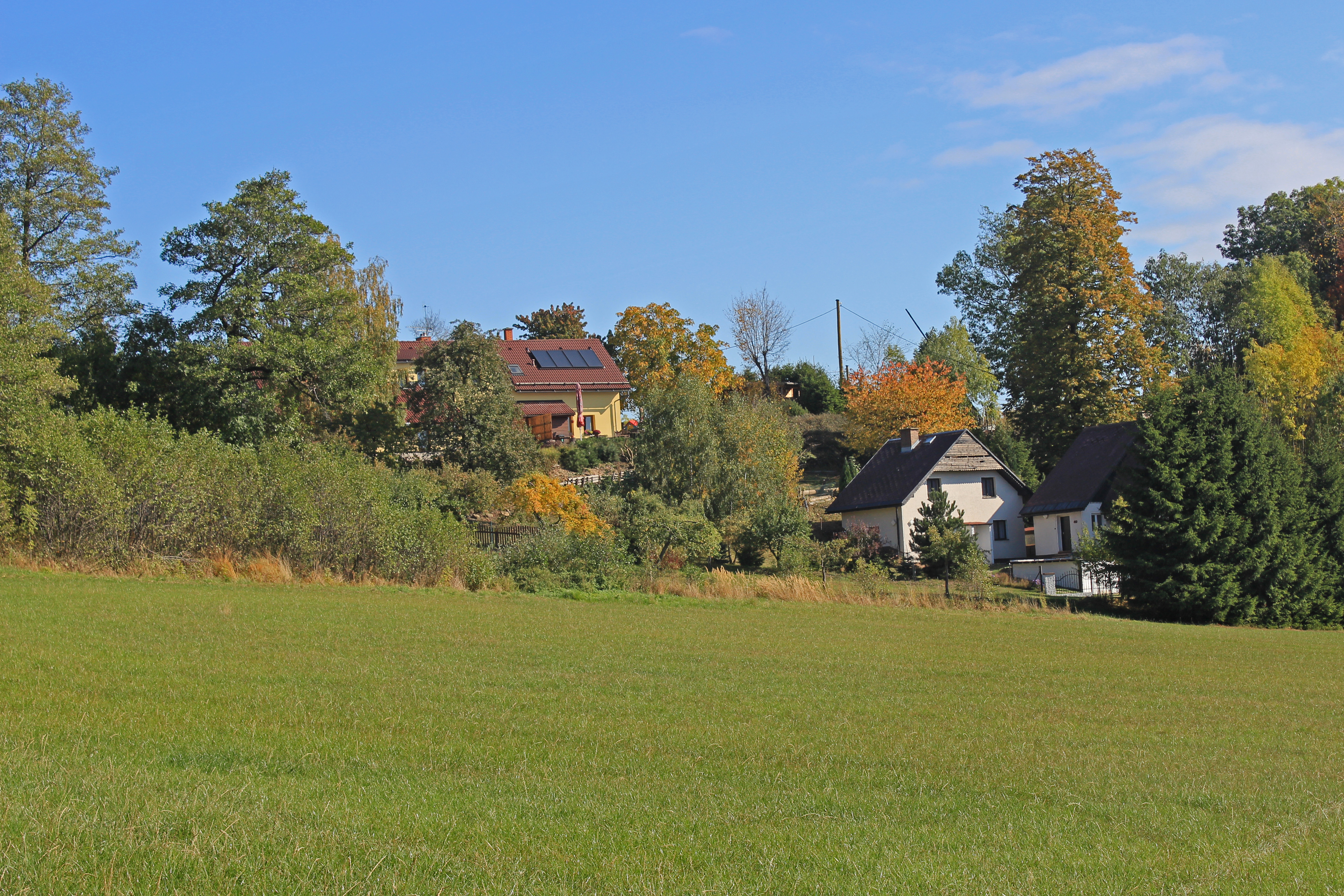
Domky ve východní části vsi
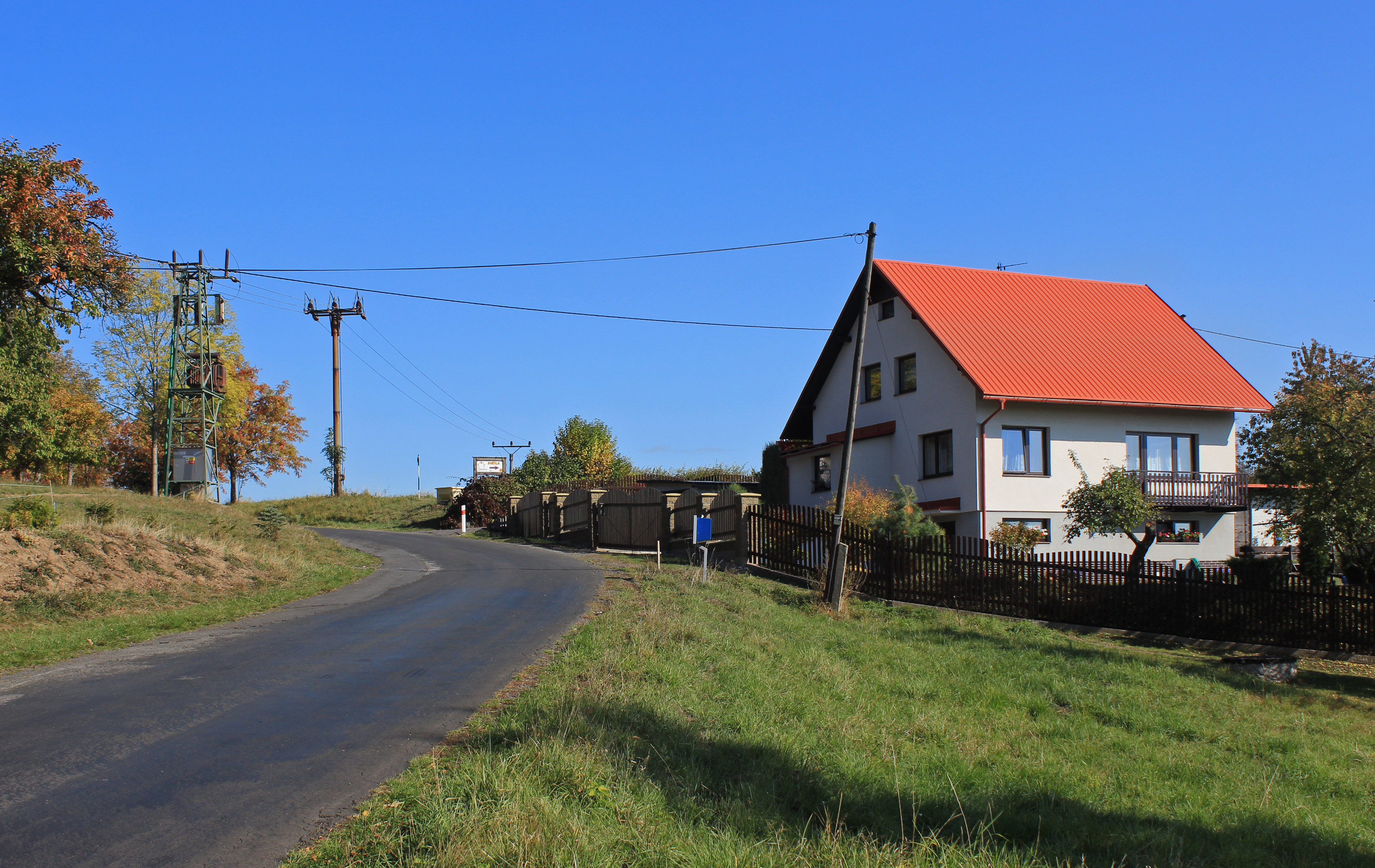
Silnice k Semilům